# IF Göta Bandy
IF Göta Bandy var bandysektionen i IF Göta i Karlstad, som år 1976 övergick i IF Karlstad-Göta, en separat förening. Föreningen blev svenska mästare 1932, 1935, 1937. Sista gången klubben var i SM-final var 1967. Sista säsongen i Allsvenskan för Karlstad-Göta var 1990–1991.
Klubben började utöva bandysporten 1914. Klubbens färg och dräkt var röd. Efter att man bytt ut de klassiska kepsarna mot att spela i röda toppluvor med svart tofs kallades de av Stockholms-Tidningen för "elva röda tomtar". Efter detta blev smeknamnet Rödtomtarna etablerat.
Derbymatcher mot Slottsbrons IF, som spelade i blå dräkt, kallades för "Tomtedansen".
Från början av 1970-talet övertog Boltic rollen som Karlstads bästa bandylag, och Göta spelade efter detta mest i andradivisionen. I maj år 2000 slogs Karlstad-Göta ihop med IF Boltic och bildade BS Boltic Göta.

## Publikrekord
- Hemma: 9 884 mot Örebro SK 1957
- Borta: 7 196 mot Slottsbrons IF 1931